# Wereldkampioenschappen kunstschaatsen junioren 1976
De Wereldkampioenschappen kunstschaatsen junioren zijn samen een jaarlijks terugkerend evenement dat door de Internationale Schaatsunie (ISU) wordt georganiseerd. De eerste editie vond plaats van 10 tot en met 13 maart 1976 in Megève, Frankrijk.
Titels en medailles waren er te verdienen in de categorieën: jongens individueel, meisjes individueel, paarrijden en ijsdansen.

## Historie
De eerste Wereldkampioenschappen kunstschaatsen junioren vonden in 1976 plaats in Megève, Frankrijk onder de officiële naam ISU Junior Skating Championship. Ook in 1977 zou het toernooi onder deze naam in Megève worden gehouden. Pas in 1978, ook weer in Megève, zou de officiële naam worden gewijzigd in World Junior Skating Championship.

## Deelname
Er namen deelnemers uit achttien landen deel aan de kampioenschappen, zij vulden 50 startplaatsen in. Onder de deelnemers waren bij de jongens de Belgische Francis Demarteau (15e) en Marc Franquet (19e) en bij de meisjes de Belgische Genevieve Schoumaker (11e) en de Nederlandse Herma van der Horst (14e).
Deelnemende landen
(Tussen haakjes het totaal aantal startplaatsen in de vier toernooien.)
| Frankrijk (8) Verenigd Koninkrijk (5) Oostenrijk (5) Canada (4) België (3) | Italië (3) Tsjecho-Slowakije (3) West-Duitsland (3) Australië (2) Japan (2) | Joegoslavië (2) Roemenië (2) Verenigde Staten (2) Zwitserland (2) Bulgarije (1) | Nederland (1) Zuid-Afrika (1) Zuid-Korea (1) |

## Medailleverdeling
De twaalf medailles gingen naar deelnemers uit zeven landen. Groot-Brittannië en de Verenigde Staten wonnen er elk drie, Canada twee en Australië, Frankrijk, Japan en West-Duitsland elk een.
| Onderdeel | Goud                             | Zilver                            | Brons                          |
| --------- | -------------------------------- | --------------------------------- | ------------------------------ |
| Jongens   | Mark Cockerell                   | Takashi Mura                      | Brian Pockar                   |
| Meisjes   | Suzie Brasher                    | Garnet Ostermeier                 | Tracey Solomons                |
| Paren     | Sherri Baier / Robin Cowan       | Lorene Mitchell / Donald Mitchell | Elizabeth Cain / Peter Cain    |
| IJsdansen | Kathryn Winter / Nicholas Slater | Denise Best / David Dagnell       | Martine Olivier / Yves Tarayre |

## Uitslagen
| #      | naam                     | land                              | verpl. kür | korte kür | lange kür | korte + lange | punten | plaatsingen |
| ------ | ------------------------ | --------------------------------- | ---------- | --------- | --------- | ------------- | ------ | ----------- |
| Goud   | Mark Cockerell           | Vlag van Verenigde Staten         | 4          | 3         | 1         | 1             | 172.42 | 11          |
| Zilver | Takashi Mura             | Vlag van Japan                    | 9          | 2         | 2         | 2             | 165.70 | 24          |
| Brons  | Brian Pockar             | Vlag van Canada                   | 1          | 1         | 5         | 3             | 166.62 | 23          |
| 04     | Norbert Schramm          | Vlag van Bondsrepubliek Duitsland | 7          | 4         | 3         | 4             | 159.80 | 40          |
| 05     | Andrew Bestwick          | Vlag van Verenigd Koninkrijk      | 13         | 5         | 4         | 5             | 158.10 | 48          |
| 06     | Stephan Bril             | Vlag van Bondsrepubliek Duitsland | 5          | 7         | 7         | 7             | 155.72 | 57          |
| 07     | Patrice Macrez           | Vlag van Frankrijk                | 12         | 6         | 6         | 6             | 151.76 | 71          |
| 08     | Pierre Lamine            | Vlag van Frankrijk                | 6          | 10        | 8         | 8             | 150.50 | 79          |
| 09     | Shinji Someya            | Vlag van Frankrijk                | 3          | 12        | 10        | 10            | 150.34 | 74.5        |
| 10     | Jozef Sabovcik           | Vlag van Tsjecho-Slowakije        | 11         | 9         | 9         | 9             | 148.88 | 87          |
| 11     | Daniel Fuerer            | Vlag van Zwitserland              | 2          | 8         | 15        | 13            | 146.18 | 92.5        |
| 12     | Gerald Schranz           | Vlag van Oostenrijk               | 10         | 11        | 11        | 11            | 143.04 | 102         |
| 13     | Helmut Kristofics-Binder | Vlag van Oostenrijk               | 8          | 16        | 14        | 15            | 137.32 | 123         |
| 14     | Michael Passfield        | Vlag van Australië                | 17         | 13        | 12        | 12            | 136.60 | 119         |
| 15     | Francis Demarteau        | Vlag van België                   | 18         | 14        | 13        | 14            | 131.02 | 140         |
| 16     | Adrian Vasile            | Vlag van Roemenië (1965-1989)     | 15         | 15        | 17        | 16            | 127.74 | 143         |
| 17     | Miljan Begovic           | Vlag van Joegoslavië (1943-1992)  | 16         | 18        | 16        | 17            | 127.30 | 143         |
| 18     | Jeremy Dowson            | Vlag van Zuid-Afrika (1928-1982)  | 19         | 17        | 18        | 18            | 114.98 | 166         |
| 19     | Marc Franquet            | Vlag van België                   | 14         | 19        | 19        | 19            | 114.38 | 167         |

| #      | naam                 | land                              | verpl. kür | korte kür | lange kür | korte + lange | punten | plaatsingen |
| ------ | -------------------- | --------------------------------- | ---------- | --------- | --------- | ------------- | ------ | ----------- |
| Goud   | Suzie Brasher        | Vlag van Verenigde Staten         | 1          | 2         | 1         | 1             | 174.22 | 11          |
| Zilver | Garnet Ostermeier    | Vlag van Bondsrepubliek Duitsland | 3          | 1         | 2         | 2             | 169.80 | 16          |
| Brons  | Tracy Solomons       | Vlag van Verenigd Koninkrijk      | 2          | 4         | 4         | 4             | 162.82 | 31          |
| 04     | Christa Jorda        | Vlag van Oostenrijk               | 4          | 7         | 3         | 3             | 160.94 | 35          |
| 05     | Shinobu Watanabe     | Vlag van Japan                    | 7          | 3         | 6         | 5             | 156.68 | 47          |
| 06     | Choo Young-soon      | Vlag van Zuid-Korea               | 5          | 5         | 8         | 8             | 151.66 | 60          |
| 07     | Sandra Dubravcic     | Vlag van Joegoslavië (1943-1992)  | 12         | 8         | 5         | 5             | 151.08 | 63          |
| 08     | Renata Baierova      | Vlag van Tsjecho-Slowakije        | 11         | 6         | 7         | 7             | 148.08 | 70          |
| 09     | Christine Eicher     | Vlag van Zwitserland              | 6          | 9         | 10        | 10            | 147.46 | 72          |
| 10     | Vicki Holland        | Vlag van Australië                | 15         | 11        | 9         | 9             | 135.20 | 94          |
| 11     | Genevieve Schoumaker | Vlag van België                   | 13         | 13        | 12        | 11            | 128.44 | 106         |
| 12     | Sylvia Doulat        | Vlag van Frankrijk                | 9          | 10        | 14        | 14            | 125.78 | 112         |
| 13     | Irina Nichifolov     | Vlag van Roemenië (1965-1989)     | 14         | 12        | 11        | 12            | 125.12 | 113         |
| 14     | Herma van der Horst  | Vlag van Nederland                | 10         | 14        | 13        | 13            | 127.26 | 115         |
| 15     | Eveline Panova       | Vlag van Bulgarije (1971-1990)    | 16         | 15        | 15        | 15            | 112.58 | 135         |
| 0-     | Franca Bianconi      | Vlag van Italië                   | t.z.t.     | t.z.t.    | t.z.t.    | t.z.t.        | t.z.t. | t.z.t.      |

| #      | naam                             | land                         | korte kür | lange kür | punten | plaatsingen |
| ------ | -------------------------------- | ---------------------------- | --------- | --------- | ------ | ----------- |
| Goud   | Sherri Baier Robin Cowan         | Vlag van Canada              | 1         | 1         | 128.39 | 9           |
| Zilver | Lorene Mitchell Donald Mitchell  | Vlag van Verenigde Staten    | 2         | 2         | 124.94 | 16          |
| Brons  | Elizabeth Cain Peter Cain        | Vlag van Australië           | 4         | 3         | 116.67 | 33          |
| 04     | Jana Blahova Ludek Feno          | Vlag van Tsjecho-Slowakije   | 5         | 4         | 113,74 | 36          |
| 05     | Sabine Fuchs Xavier Videau       | Vlag van Frankrijk           | 3         | 5         | 114.12 | 39          |
| 06     | Karen Wood Stephen Baker         | Vlag van Verenigd Koninkrijk | 7         | 6         | 100.33 | 55          |
| 07     | Catherine Brunet Philippe Brunet | Vlag van Frankrijk           | 6         | 7         | 94.27  | 62          |

| #      | naam                                | land                         | verpl. kür | vrije kür | punten | plaatsingen |
| ------ | ----------------------------------- | ---------------------------- | ---------- | --------- | ------ | ----------- |
| Goud   | Kathryn Winter Nicholas Slater      | Vlag van Verenigd Koninkrijk | 1          | 1         | 176.22 | 9           |
| Zilver | Denise Best David Dagnell           | Vlag van Verenigd Koninkrijk | 2          | 3         | 167.50 | 18          |
| Brons  | Martine Olivier Yves Tarayre        | Vlag van Frankrijk           | 4          | 2         | 162.96 | 31          |
| 04     | Anne-Sophie Druet Laurent Mazarguil | Vlag van Frankrijk           | 3          | 4         | 161.20 | 32          |
| 05     | Claudia Koch Roland Schranz         | Vlag van Oostenrijk          | 5          | 5         | 154.28 | 47          |
| 06     | Manuela Masserenz Roberto Pelizzola | Vlag van Italië              | 6          | 6         | 149.42 | 52          |
| 07     | Rossella Rossio Carlo Pavesi        | Vlag van Italië              | 7          | 7         | 141.86 | 63          |
| 08     | Sabine Köppe Ernst Köppe            | Vlag van Oostenrijk          | 8          | 8         | 131.34 | 72          |

Medaillewinnaars

Jongens · 
Meisjes · 
Paren · 
IJsdansen

 Toernooi

1976 · 
1977 · 
1978 · 
1979 · 
1980 · 
1981 · 
1982 · 
1983 · 
1984 · 
1985 · 
1986 · 
1987 · 
1988 · 
1989 · 
1990 · 
1991 · 
1992 · 
1993 · 
1994 · 
1995 · 
1996 · 
1997 · 
1998 · 
1999 · 
2000 · 
2001 · 
2002 · 
2003 · 
2004 · 
2005 · 
2006 · 
2007 · 
2008 · 
2009 · 
2010 ·
2011 ·
2012 ·
2013 ·
2014 ·
2015 ·
2016 ·
2017 ·
2018 ·
2019 · 
2020

 ISU-kampioenschappen

WK kunstschaatsen · 
EK kunstschaatsen · 
Viercontinentenkampioenschap · 
Olympische Spelen